# Андрюс Гідрайтіс
Андрюс Гідрайтіс (23 липня 1973) — литовський баскетболіст.
Бронзовий призер Олімпійських Ігор 2000 року.